# Лисохвост тростниковый
Лисохво́ст тростнико́вый, или лисохвост взду́тый, или лисохвост возвы́шенный, или лисохвост ползу́чий, или лисохвост тростникови́дный, или мелаку́да (лат. Alopecúrus arundinacéus) — вид цветковых растений рода Лисохвост (Alopecurus) семейства Злаки (Poaceae). Отличная кормовая трава.
Вид родом из Евразии, однако в настоящее время он интродуцирован повсюду. Дернообразующее растение, используется как корм скоту и для контроля эрозии почв.
Вид включён в Красную книгу Республики Калмыкия, Латвийской Республики, Литовской Республики и Львовской области Украины.

## Ботаническое описание
Корневищное многолетнее растение.  Стебли прямые, хорошо облиственные, серовато-зелёные, до 60—80 см высотой. Листья широколинейные, плоские, шершавые, до 18—22 см длиной, 6—10 мм шириной, с гладкими длинными, прижатыми к стеблю влагалищами. Язычок продолговатый, сужено-округлый. Соцветие — колосовидный, цилиндрический султан, 5—7 см длины, серовато-зелёный, после созревания тёмный. Колоски безостые или реже остистые. Зерновка плоская, расширенно-продолговатая. Плод с зубчиками. Масса 1000 зерновок 0,6—0,7 грамм. Колосится в конце мая, цветёт начале июня, созревает в начале июля.

## Распространение
В России встречается  во всех зонах, за исключением засушливых степей, полупустынь и пустынь, часто в тундре и лесотундре, лесной, лесостепной и степной зонах. В Сибири до Лены и Колымы.
Встречается по заливным, солонцеватым и солончаковым лугам, галечникам, вдоль рек и ручьев, по болотистым местам.

## Экология
Размножается семенами и вегетативно — делением куста на части и отрезками корневищ. Семена сохраняют всхожесть 2—3 года, реже до 5 лет. Период послеуборочного дозревания семян 6—7 месяцев. Семена начинают прорастать при температуре 3—5 °С, быстрее при 10—12 °С. При вегетативном размножении побеги куста весной укоренялись на 83 %, в лабораторных условиях на 94 %. 
Весной отрастает раньше тимофеевки (Phleum), овсяницы луговой (Festuca pratensis) и ежи сборной (Dactylis glomerata). Всходы растут медленно в течение 4—5 недель. Стеблевание в год посева наступает в августе, а единичное колошение в сентябре. Вегетационный период длится 68—78 дней. 
Зимостойкое, холодостойкое и устойчивое к заморозкам растение. Переносит значительное увлажнение и довольно длительное затопление, выдерживает сильную засоленность. Хорошо отзывается на удобрения. К почвам не требовательно. 

## Химический состав
На 100 кг травы в фазе цветения приходится 23,8, а фазе созревания семян 18,5 кормовых единиц.
| Фаза         | Воды | От абсолютного сухого вещества в % | От абсолютного сухого вещества в % | От абсолютного сухого вещества в % | От абсолютного сухого вещества в % | От абсолютного сухого вещества в % | Источник и район                 |
| Фаза         | Воды | золы                               | протеина                           | жира                               | клетчатки                          | БЭВ                                | Источник и район                 |
| ------------ | ---- | ---------------------------------- | ---------------------------------- | ---------------------------------- | ---------------------------------- | ---------------------------------- | -------------------------------- |
| Колошение    | —    | 10,3                               | 15,3                               | 4,5                                | 31,9                               | 37,9                               | Евсеев, 1947, Акраб              |
| Цветение     | 8,8  | 7,1                                | 8,9                                | 2,3                                | 37,5                               | 44,2                               | Котов и др., 1941, Украина       |
| Плодоношение | 7,9  | 10,2                               | 10,8                               | 3,4                                | 25,2                               | 50,4                               | Работнов, Якутия                 |
| Плодоношение | 8,1  | 15,4                               | 12,7                               | —                                  | 30,1                               | —                                  | Агабабян и др., 1934, Узбекистан |

По сравнению с лисохвостом луговым (Alopecurus pratensis) содержит меньше фосфора, калия и кальция, но больше магния и хлора.

## Значение и применение
Прекрасно поедается крупным рогатым скотом и лошадьми. С конца цветения грубеет и тогда скот поедает только листья. В целом поедаемость немного хуже, чем у лисохвоста лугового (Alopecurus pratensis). В сене поедается хорошо всеми видами сельскохозяйственных животных. После стравливания отрастает хорошо.

## Синонимика
В синонимику вида входят следующие названия:
- Alopecurus aquaticus (Dumort.) Tinant
- Alopecurus armenus (K.Koch) Grossh.
- Alopecurus arundinaceus subsp. armenus (K.Koch) Tzvelev
- Alopecurus arundinaceus subsp. castellanus (Boiss. & Reut.) Rivas Mart., Fern.Gonz. & Sánchez Mata
- Alopecurus arundinaceus subsp. exserens (R.Arndt) H.Scholz & Henker
- Alopecurus arundinaceus var. exserens (Griseb.) T.Marsson
- Alopecurus arundinaceus var. pashkiensis Melderis
- Alopecurus baikalensis Turcz. ex Griseb.
- Alopecurus castellanus Boiss. & Reut.
- Alopecurus elatior Jacq. ex Hook.f., nom. inval.
- Alopecurus exaltatus Less.
- Alopecurus intermedius Bock ex Steud., nom. inval.
- Alopecurus liouvilleanus Braun-Blanq.
- Alopecurus muticus Kar. & Kir.
- Alopecurus nigrescens J.Jacq., nom. inval.
- Alopecurus nigricans Hornem.
- Alopecurus × nigricans var. exserens R.Arndt
- Alopecurus × nigricans var. humilis Fr.
- Alopecurus × nigricans var. ventricosus Rchb.
- Alopecurus pratensis Bourg. ex Lange, nom. inval.
- Alopecurus pratensis subsp. aquaticus Dumort.
- Alopecurus pratensis var. armenus K.Koch
- Alopecurus pratensis subsp. arundinaceus (Poir.) Husn.
- Alopecurus pratensis var. arundinaceus (Poir.) Kuntze
- Alopecurus pratensis subsp. arundinaceus (Poir.) Douin ex Bonn.
- Alopecurus pratensis var. castellanus (Boiss. & Reut.) Maire & Weiller
- Alopecurus pratensis var. exaltatus (Less.) Griseb.
- Alopecurus pratensis var. exserens (Griseb.) Maire
- Alopecurus pratensis subsp. liouvilleanus (Braun-Blanq.) Maire
- Alopecurus pratensis var. liouvilleanus (Braun-Blanq.) Maire
- Alopecurus pratensis subsp. nigricans (Hornem.) Hartm.
- Alopecurus pratensis var. nigricans (Hornem.) Wahlenb.
- Alopecurus pratensis var. ruthenicus Trin.
- Alopecurus pratensis subsp. ventricosus (Rchb.) Thell.
- Alopecurus pratensis var. ventricosus (Rchb.) Coss. & Durieu
- Alopecurus repens M.Bieb.
- Alopecurus ruthenicus Weinm.
- Alopecurus ruthenicus var. exserens Griseb.
- Alopecurus ruthenicus var. nigricans (Hornem.) Regel
- Alopecurus salvatoris Loscos ex Willk.
- Alopecurus sibiricus Roem. & Schult., nom. inval.
- Alopecurus ventricosus Pers., nom. illeg.
- Alopecurus ventricosus var. exserens (Griseb.) Asch. & Graebn.
- Alopecurus ventricosus var. lobatus Grossh.[15]